# Lamontélarié
Lamontélarié – miejscowość i gmina we Francji, w regionie Oksytania, w departamencie Tarn.
Według danych na rok 1990 gminę zamieszkiwało 47 osób, a gęstość zaludnienia wynosiła 2 osób/km² (wśród 3020 gmin regionu Midi-Pireneje Lamontélarié plasuje się na 1016. miejscu pod względem liczby ludności, natomiast pod względem powierzchni na miejscu 454.).